# Ahmad Sarji Abdul Hamid
Ahmad Sarji bin Abdul Hamid (Perak, 16 de septiembre de 1938-Kuala Lumpur, 28 de agosto de 2021) fue un funcionario público de Malasia que ocupó el cargo de noveno secretario de gobernación de 1990 a 1996.

## Primeros años
Ahmad Sarji bin Abdul Hamid nació en Tapah, Perak, el 16 de septiembre de 1938. Fue educado en la Universidad de Malaya, el Instituto de Estudios Sociales en La Haya, Países Bajos y la Universidad de Harvard en Cambridge, Estados Unidos.

## Carrera
Pasó más de tres décadas en el servicio civil de Malasia. En febrero de 1990, fue nombrado secretario de gobernación, la cúspide de la administración pública de Malasia. Un mes después de su jubilación en 1996, fue nombrado presidente de Permodalan Nasional Bhd (PNB), cargo que le ha llevado a ocupar puestos en las juntas directivas de algunas de las empresas más grandes de Malasia. A una edad en la que la gente se retira de sus años dorados, Ahmad Sarji todavía se diversificaba en numerosos puestos de confianza, además de ser presidente de la PNB, era presidente de la Commonwealth Association for Public Administration and Management, presidente fundador del Instituto Islámico Understanding Malaysia (IKIM), presidente de la Federación de bolos de césped de Malasia y presidente de golf profesional de Malasia.

## Vida personal
Se casó con Sagiyah Salikin en diciembre de 1962. Tuvieron cinco hijos.
El 28 de agosto de 2021, Sarji murió, a los 82 años, debido a complicaciones de COVID-19 en el Hospital Canselor Tuanku Muhriz (HCTM) de la Universiti Kebangsaan Malaysia (UKM) en Cheras, en medio de la pandemia de COVID-19 en Malasia. Anteriormente se confirmó que era COVID-19 positivo y luego fue admitido para recibir tratamiento en la unidad de cuidados intensivos (UCI) del HCTM desde el 3 de agosto. Fue enterrado en el cementerio musulmán Raudhatul Sakinah Bukit Kiara 2 en Kuala Lumpur.

## Honores
- -  Compañero de la Orden del Defensor del Reino (JMN) (1975).[10]
  -  Comandante de la Orden del Defensor del Reino (PMN) - Tan Sri (1990).[10]
  -  Gran Comendador de la Orden de la Lealtad a la Corona de Malasia (SSM) - Tun (2008).[10]
  -  Gran Caballero de la Orden de la Corona de Pahang (SIMP) - Dato 'Indera (1990).[10]
  -  Caballero Gran Comendador de la Orden de la Corona de Terengganu (SPMT) - Dato ' (1994).[10]
  -  Miembro Gran Compañero de la Orden del Sultán Mahmud I de Terengganu (SSMT) - Dato 'Seri (1995).[10]
  -  Gran Comendador de la Orden de Kinabalu (SPDK) - Datuk Seri Panglima (1996).[10]
  -  Caballero Gran Compañero de la Orden del Sultán Salahuddin Abdul Aziz Shah (SSSA) - Dato 'Seri (1992).[10]
  -  Gran Comendador de la Orden de Malaca (DGSM) - Datuk Seri (1994).[10]
  -  Caballero de la Orden del Cura Si Manja Kini (DPCM) - Dato ' (1985).[10]
  -  Caballero Gran Comendador de la Orden de la Corona del Estado de Perak (SPMP) - Dato 'Seri (1990).[10]
  -  Caballero Gran Comendador de la Orden de la Lealtad a Negeri Sembilan (SPNS) - Dato 'Seri Utama (1995).[10]
  -  Caballero Comendador de la Orden de la Estrella de Sarawak (PNBS) - Dato Sri (1993).[10]